# George Monbiot
George Monbiot (Kensington, 27 de janeiro de 1963) é um jornalista, escritor, acadêmico e ambientalista do Reino Unido. Escreve uma coluna semanal no jornal The Guardian.

## Ativismo

### Alterações Climáticas
Monbiot acredita que uma ação drástica aliada a uma forte vontade política, é necessária para combater o aquecimento global. Para reduzir seu impacto pessoal no meio ambiente, ele fez a transição para um estilo de vida vegano e incentiva outros a fazerem o mesmo.

### Tentativa de prisão de John Bolton
Monbiot fez uma tentativa frustrada de realizar uma prisão como cidadão, de John Bolton, um ex-embaixador dos EUA nas Nações Unidas, quando este participou do Hay Festival para dar uma palestra sobre relações internacionais em maio de 2008. Monbiot argumentou que Bolton era um dos instigadores da Guerra do Iraque, da qual Monbiot era um oponente.

## Honrarias
Em 1995, Nelson Mandela o premiou com o extinto prêmio Global 500 Roll of Honour das Nações Unidas por realizações ambientais extraordinárias. Em 2017, ele recebeu o Prêmio SEAL de Jornalismo Ambiental por seu trabalho no The Guardian.

## Obras
- Poisoned Arrows: An investigative journey through the forbidden lands of West Papua (1989) ISBN 0-7181-3153-3
- Amazon Watershed: The new environmental investigation (1991) ISBN 0-7181-3428-1
- Mahogany is Murder: Mahogany Extraction from Indian Reserves in Brazil (1992) ISBN 1-85750-160-8
- No Man's Land: An Investigative Journey Through Kenya and Tanzania (1994) ISBN 0-333-60163-7
- Captive State: The Corporate Takeover of Britain (2000) ISBN 0-333-90164-9
- The Age of Consent (2003) ISBN 0-00-715042-3 no Brasil: A Era do Consenso (Record, 2004)
- Manifesto for a New World Order (2004) ISBN 1-56584-908-6
- Heat: How to Stop the Planet Burning (2006) ISBN 0-7139-9923-3 em Portugal: Calor - Como Impedir o Planeta de Arder (Via Optima, 2007)
- Bring on the Apocalypse: Six Arguments for Global Justice (2008) ISBN 978-1-84354-656-6
- Feral: Searching for Enchantment on the Frontiers of Rewilding (2013) ISBN 978-1-84614-748-7
- How Did We Get into This Mess?: Politics, Equality, Nature (2016)
- Out of the Wreckage: A New Politics for an Age of Crisis (2017) ISBN 978-1-78663-289-0